# Бяловиці
Бяловиці (пол. Białowice) — село в Польщі, у гміні Новоґруд-Бобжанський Зеленогурського повіту Любуського воєводства.
Населення — 124 особи (2011).
У 1975-1998 роках село належало до Зеленогурського воєводства.

## Демографія
Демографічна структура станом на 31 березня 2011 року:
|          | Загалом | Допрацездатний вік | Працездатний вік | Постпрацездатний вік |
| -------- | ------- | ------------------ | ---------------- | -------------------- |
| Чоловіки | 69      | 12                 | 49               | 8                    |
| Жінки    | 55      | 8                  | 28               | 19                   |
| Разом    | 124     | 20                 | 77               | 27                   |